# Шарлот Парк (Флорида)
Шарлот Парк (енгл. Charlotte Park) насељено је место без административног статуса у америчкој савезној држави Флорида.

## Демографија
По попису из 2010. године број становника је 2.325, што је 143 (6,6%) становника више него 2000. године.
| Група             | 2000.         | 2010.         |
| Белци             | 2.111 (96,7%) | 2.153 (92,6%) |
| Афроамериканци    | 6 (0,3%)      | 27 (1,2%)     |
| Азијати           | 4 (0,2%)      | 17 (0,7%)     |
| Хиспаноамериканци | 47 (2,2%)     | 107 (4,6%)    |
| Укупно            | 2.182         | 2.325         |